# Dudenhofen
Dudenhofen est une municipalité et chef-lieu de la Verbandsgemeinde Dudenhofen, dans l'arrondissement de Rhin-Palatinat, en Rhénanie-Palatinat, dans l'ouest de l'Allemagne. La commune est située à 3 km à l'ouest de Spire.